# Gard
Gard là một tỉnh của Pháp, thuộc vùng hành chính Occitanie, tỉnh lỵ Nîmes, bao gồm 3 quận với các quận lỵ còn lại là: Alès, Le Vigan.